# Дієцезії католицької церкви
Дієце́зії католи́цької це́ркви (лат. Dioeceses Ecclesiae Catholicae) — список дієцезій і архідієцезій католицької церкви.